# Economía institucional
La economía institucional es un concepto polisémico, teniendo como acepciones los siguientes significados:
- Economía institucional es el campo de estudio de la ciencia económica que estudia los fenómenos económicos con énfasis en sus instituciones formales e informales. Teniendo como principales representantes a  Ronald Coase, Douglass North, Robert Fogel, Elinor Ostrom, Avinash Dixit, Masahiko Aoki, Oliver E. Williamson y Daron Acemoglu.
- Economía institucional (o institucionalismo) constituye una pre-ciencia de lo que constituiría la economía institucional como campo de estudio de la ciencia económica, misma que se desarrollaría como una escuela de pensamiento económico que escombraría como una doctrina, siendo una aproximación a estudios económicos que se centra en la comprensión del papel del  proceso evolutivo y el papel de las instituciones sociales en la formación del comportamiento económico. Teniendo como principal representante a Thorstein Veblen, basada en una dicotomía entre, por un lado, la tecnología, y, por el otro,  la esfera ceremonial o ritual de la sociedad. El nombre y elementos básicos de la escuela se remontan a un artículo de 1919 de Walton H. Hamilton en la American Economic Review'.[1]

| Elemento\Categoría     | Pre-ciencia                                   | Ciencia                |
| ---------------------- | --------------------------------------------- | ---------------------- |
| Forma de estudio       | Escuela institucionalista (institucionalismo) | Economía institucional |
| Forma de estudio       | Doctrina                                      | Teoría económica       |
| Adopción de su estudio | Escuela de pensamiento económico              | Campo de estudio       |
| Metodología            | Narrativa y expositivo                        | Ciencias fácticas      |

El Institucionalismo ve las relaciones de mercado como resultado de la interacción compleja de diversas instituciones (por ejemplo, las normas sociales y jurídicas, empresas, estados, etc, todas las cuales afectan el comportamiento de los individuos).

## Nueva economía institucional
A partir de lo anterior comenzó, a fines del siglo XX, un proyecto para integrar las percepciones de la escuela institucionalista con los avances en la teoría de organizaciones, teoría de información, teoría de derechos teoría de costes, etc, que provienen tanto de desarrollos en la teoría económica “tradicional” u ortodoxa como de otras disciplinas, proceso que culminó en la aparición de la llamada Nueva economía institucional.
Consecuentemente el Institucionalismo en la actualidad contiene diversas influencias, desde la economía institucional "vieja" (u "original"); con su crítica a la corriente tanto principal como otras (marxismo, etc), que se ven reflejadas en economistas tales como Masahiko Aoki, Ha-Joon Chang (Universidad de Cambridge) y que incluye cuatro premios Nobel en economía: Ronald Coase, Douglass North, Elinor Ostrom y Oliver E. Williamson.
Los métodos experimentales como herramienta empírica para la Economía institucional tienen barreras o limitaciones, sin embargo existe potencial para abordar algunos planteamientos microeconómicos.
Una obra de referencia que ofrece una introducción amplia a los desarrollos recientes y las orientaciones generales del análisis institucional es el Handbook of New Institutional Economics (2025) de en:Claude Ménard (economist) de la Universidad de París 1 Panthéon-Sorbonne y Mary M. Shirley presidenta del Instituto Ronald Coase. Libro de acceso abierto, siendo posible gracias a una generosa donación en honor al The Ronald Coase Institute. Estos autores también publicaron anteriormente bajo acceso abierto su obra Advanced Introduction to New Institutional Economics (2022).
Microeconomía institucional:
- Ronald Coase (Premio Nobel Conmemorativo de Economía, 1991).
- Elinor Ostrom (Premio Nobel Conmemorativo de Economía, 2009).
- Oliver E. Williamson (Premio Nobel Conmemorativo de Economía, 2009).
- Avinash Dixit[11][12]
- Masahiko Aoki

Macroeconomía institucional:
- Douglass C. North y Robert W. Fogel (Premio Nobel Conmemorativo de Economía, 1993).
- Daron Acemoglu, Simon Johnson, y James A. Robinson (Premio Nobel Conmemorativo de Economía, 2024).

## Historia del institucionalismo
La economía institucional se remonta a David Hume, quien incorpora el uso del término ética de los negocios,  refiriéndose a la ética como las reglas de comportamiento que surgen del conflicto de intereses y es sometido a las sanciones morales de la opinión colectiva, mientras que la economía trata de las mismas reglas de comportamiento sometidas a las sanciones económicas colectivas de la ganancia o pérdida en caso de obediencia o desobediencia, por otro lado la jurisprudencia maneja esas reglas de comportamiento sometidas a las sanciones organizadas de la violencia, por lo que esta economía trata de los méritos relativos de la eficiencia de estos tres tipos de sancione.
Sin embargo el pensamiento económico institucional se inicia formalmente en los Estados Unidos, lugar donde los primeros institucionalistas americanos destacaron la importancia económica de los hábitos de conducta y de pensamiento de los grupos humanos y trataron de analizar y comprender el complejo de instituciones sociales. Además tuvieron gran influencia del marxismo, de los historicistas alemanes, la psicología y el evolucionismo darwinista.

## Características del institucionalismo
La economía institucional se centra en el aprendizaje, racionalidad limitada, y el cambio o evolución (en lugar de asumir preferencias estables, racionalidad y el equilibrio económico). Del mismo modo subraya el papel de los hábitos, normas e instituciones en la orientación del comportamiento humano, sin descartar cierta racionalidad en el comportamiento individual, aunque restringida por el ambiente social y económico.
La relación entre el derecho y la economía ha sido un tema importante desde la publicación de un estudio sobre las fundaciones legales del capitalismo por John R. Commons en 1924. El desarrollo de la economía conductual constituye otro momento de importancia, atribuible a la insistencia de la economía institucional de basarse en lo que se conoce acerca de la psicología y la ciencia cognitiva, en lugar de simples supuestos,  lógicos o no,  de comportamiento económico.
De acuerdo a Commons (2003) la unidad más pequeña de los economistas institucionales es una unidad de actividad: una transacción junto con sus participantes, pues las transacciones son la enajenación y la adquisición entre individuos, de los derechos de la propiedad y libertad creados por la sociedad. Indica que la economía institucional estudia el comportamiento de los individuos que participan en transacciones, y por ello debe analizar el comportamiento económico de los individuos. (p. 196, 198)
El institucionalismo rechaza la reducción de la influencia de las instituciones a simplemente constituir expresión de gustos o preferencias y tecnologías (ver falacia naturalista). Instituciones, hábitos, reglas y su evolución son las ideas centrales que constituyen al institucionalismo. Por lo que el enfoque institucionalista pasa de ideas generales respecto el agente humano, las instituciones y la naturaleza evolutiva de los procesos económicos hacia ideas y teorías específicas, relacionadas con instituciones económicas específicas y tipos de economía. Las personas viven y trabajan en instituciones, lo que da forma a sus visiones del mundo, incluyendo estándares, metas y aspiraciones. Fundamentalmente, el institucionalismo (y sus contrapartes modernas) hace hincapié en los fundamentos normativos y los procesos evolutivos y volitivos por los cuales las instituciones se inician y modifican. Los cambios en las instituciones son necesariamente el resultado de los incentivos creado ellas mismas, y por lo tanto endógenos.
En concreto, el institucionalismo económico tiene la capacidad de endogenizar las instituciones y el cambio institucional, es decir, la endogeneización permite abordar problemas a largo plazo que la historia económica neoclásica no podía resolver y había excluido de su agenda. De este modo, en un sentido amplio,  representa una respuesta a la ortodoxia económica, y su reintroducción en la forma de la nueva economía institucional es, pues, un desafío explícito a la economía neoclásica, ya que se basa en una premisa fundamental — que la economía no puede ser separada del sistema político y social en el que está inmersa—  que los neoclásicos rechazan.
Algunos de los autores que, sin ser generalmente considerados parte de la escuela,  ya sea influyeron o fueron influidos por ella incluyen: Charles Wright Mills, John Dewey, Gunnar Myrdal, Robert Frank, etc.

## Representantes principales

### Thorstein Veblen
Thorstein Veblen escribió su influyente La teoría de la clase ociosa en 1899), mientras él era profesor en la Universidad de Chicago.  En él se analizan la tendencia del capitalismo a lo que Thorstein denominó el “consumo ostensible o notorio” de riquezas, como una manera de demostrar éxitos o logros. Otro concepto cercanamente asociado es el ‘’ocio conspicuo”.  Veblen nota que ambas "actividades" están en contradicción directa con la visión neoclásica de que el capitalismo es eficiente (en la medida que la producción es para derrochar más que para utilizar eficientemente) y fomenta esfuerzo y sacrificio. En su The Theory of Business Enterprise (1904) Veblen introduce una distinción entra la motivación de la producción industrial con el fin que la gente pueda usar cosas con la motivación que utiliza o abusa la infraestructura industrial con fines de lucro, argumentando que la primera es a menudo obstaculizada porque las empresas persiguen la segunda.  En su opinión, la producción y el avance tecnológico están limitadas tanto por esas prácticas empresariales como por la existencia de monopolios. Las empresas buscan proteger sus inversiones de capital existentes y recurren para ello a niveles excesivos de crédito, lo que lleva a depresiónes y el aumento de los gastos militares debido al control del poder político por las empresas. Sin embargo, estos dos libros, centrándose el primero en una crítica del Consumerismo o consumo excesivo, y el segundo en la especulación, no abogar por el cambio.
A partir de las décadas de 1920 y, especialmente después de la Crisis de 1929 en Wall Street; las advertencias de Veblen acerca de los efectos negativos d la tendencia al consumo desmedido y la necesidad de crear instituciones financieras sólidas ganaron verosímilidad. Veblen sigue siendo considerado un crítico destacado y relevante, que advierte contra los excesos de lo que ahora se llama el estilo de vida norteamericano, el American Way.

### John R. Commons
Detrás de las ideas de John Rogers Commons, consolidadas en su Institutional Economics  (1934) esta la percepción que la economía es una red de relaciones entre personas con intereses divergentes. Hay monopolios, grandes empresas, conflictos laborales y las fluctuaciones de los ciclos económicos, todos tanto reflejando como produciendo conflictos. Sin embargo todos tienen también, en la percepción de Commons, un interés en la resolución de estas disputas (dado que todos se benefician de la existencia y funcionamiento del aparato económico). En la concepción de Commons, el Gobierno debe ser el mediador entre esos grupos en conflicto, a fin de disminuir las causas y acelerar resoluciones. Consecuentemente, Commons dedicó gran parte de su tiempo a la labor de asesoramiento y mediación en las comisiones industriales.

### Clarence Ayres
Ayres (1891-1972) fue el principal pensador de lo que algunos han llamado la escuela de Texas de la economía institucional. Ayres desarrolló las ideas de Thorstein Veblen en una dicotomía entre "tecnología " e "instituciones" para separar claramente la inventiva de los aspectos “heredados” de las estructuras económicas. Ayres percibe la tecnología como estando siempre un paso más adelante que las instituciones socioculturales. Para el, las instituciones están identificadas con los sentimientos y la superstición y, en consecuencia, sólo juegan una especie de papel residual, restrictivo,  en su teoría del desarrollo, en la cual el centro principal es la tecnología. Ayres estaba bajo fuerte influencia de Hegel y de las instituciones de Ayres tenían la misma función que el "Schein"  (con la connotación de engaño e ilusión) tenía para Hegel. Quizás un nombre más apropiado para la posición de Ayres sería el de "tecno-conductista" en lugar de institucionalista.

### Adolf Berle
Berle (1895-1971) fue uno de los primeros autores en combinar el análisis jurídico y económico, y su obra se erige como uno de los pilares del pensamiento de la gestión empresarial moderna. Al igual que Keynes, Berle fue en la Conferencia de Paz de París de 1919, y similarmente renunció a su trabajo diplomático, no satisfecho con los términos del Tratado de Versalles. En su “The Modern Corporation and Private Property“ (1932) (en conjunto con Gardiner C. Means), Berle detalló la evolución de las grandes empresas en la economía contemporánea, y argumentó que se debe exigir que los que controlaban esas grandes empresas rindan cuentas y sean hechos legalmente responsables por sus acciones. Esto podría incluir los derechos a elegir y despedir directores y gerentes, requerimiento de juntas generales periódicas y reglamentadas, normas contables, etc.(En los Estados Unidos de los 1930, la legislación típica de empresas no especificaba claramente esos derechos de los accionistas) Berle argumentó que los directores que no rinden cuentas de las empresas tienden por lo tanto a apropiarse de los frutos de los beneficios de las empresas en sus propios bolsillos, así como manejar la gestión de la empresa en sus propios intereses. La capacidad de hacer esto es incrementada por el hecho de que la mayoría de los accionistas de grandes empresas de acciones son individuos aislados, con pocos medios de comunicación, en suma, débiles y manipulables.
Berle sirvió en la administración del presidente Franklin Delano Roosevelt a través de la depresión, y fue un miembro clave de los "expertos" llamados en desarrollo muchas de las políticas del New Deal.
En 1967, Berle y Means publicaron una edición revisada de su trabajo, en el que el prólogo añade una nueva dimensión al análisis. El problema es no sólo la separación de los administradores de las empresas de los propietarios. Se plantea la cuestión de cual será el resultado final de la estructura corporativa de las empresas:
 "Los accionistas no trabajan ni hilan para ganar dividendos y disfrutar de los aumentos de los precios de las acciones. Ellos son beneficiarios solo por su posición. (pero) Justificación por herencia... sólo puede fundarse en razones sociales... que esa justificación se convierte en (razón de) la distribución, así como la existencia de la riqueza. Su fuerza (del argumento) sólo existe en proporción directa al número de personas que tienen tal riqueza. La justificación de la existencia de los accionistas por lo tanto depende del aumento de la distribución dentro de la población estadounidense. Idealmente la posición de los accionistas será inexpugnable cuando cada familia norteamericana tenga su fragmento de esa posición y de la riqueza mediante la cual la oportunidad de desarrollar la individualidad llega a ser totalmente actualizada.”

### John Kenneth Galbraith
La obra de Galbraith (1908–2006) es demasiado vasta como para poder resumirla adecuadamente en este espacio. Consecuentemente solo se mencionaran un par de contribuciones relevantes a la escuela.
Central a esa contribución es la percepción que en una época de grandes empresas, no es realista pensar en mercados del tipo clásico. Las grandes empresas establecen sus propias condiciones en el mercado, y utilizan sus recursos combinados, por ejemplo en publicidad; a fin de promover la demanda de sus propios productos. Al mismo tiempo Galbraith argumenta -en su La sociedad opulenta (1958)- que los votantes que acceden a una cierta riqueza material comienzan a votar en contra del bien común. Como resultado, las preferencias individuales por lo general reflejan las preferencias de las empresas establecidas o “de renombre” (el  "efecto dependencia"), y la economía en su conjunto está orientado a metas irracionales. En su El Nuevo Estado Industrial Galbraith sostiene que las decisiones económicas son planificados por una “burocracia privada” (la tecnoestructura)  de expertos que manipulan los canales de comercialización y relaciones públicas ( Véase Propaganda como ingeniería social ). Esta jerarquía busca su propio interés, para ellos los beneficios de la empresa ya no son el principal motivador, y, de hecho,  los directores no están en control. Debido a que estos nuevos planificadores requieren mercados constantes y economías estables, las empresas evitan o incluso detestan riesgo.  Ellos “reclutan” gobiernos para servir sus intereses a través de la política fiscal y monetaria, por ejemplo, adhiriendo a políticas  monetaristas que enriquecen los prestamistas en la bolsa a través de aumentos en las tasas de interés. Mientras los objetivos de la sociedad de la abundancia y los de un gobierno cómplice están al servicio de la tecnoestructura irracional, el espacio público es cada vez más empobrecido. Galbraith describe el descenso desde villas ático (penthouses) a caminar por calles sin pavimentar, desde jardines manicurados a parques públicos dilapidados. En Economics and the Public Purpose (1973), Galbraith aboga por un "nuevo socialismo" como la solución,  nacionalizando la producción militar y los servicios públicos, tales como salud, la introducción de salario disciplinado y controles de precios para reducir la desigualdad.

## Críticas del institucionalismo
Los críticos de la escuela han sostenido que el concepto de "institución" es tan central para toda las ciencias sociales que no tiene sentido utilizarla como un término exclusivo de una escuela teórica particular. En la práctica ha habido un debate a menudo confuso acerca de cuales académicos son "institucionalistas" o no - y una confusión similar acerca de lo que se supone que debe ser el núcleo de la teoría. En otras palabras, se alega que, al final del día, el concepto de la influencia de las instituciones sobre el actuar individual es tan general y aceptado que ha llegado a significar cualquier cosa para cualquiera, que, en consecuencia, en realidad no significa nada. De hecho, se puede argumentar, como se ha hecho desde temprano, que el término "institucionalistas" estaba fuera de lugar, ya que Veblen, Hamilton y Ayres estaban preocupados por la evolución (y la "objetivación") de las fuerzas de la tecnología, y las instituciones tenían un lugar secundario dentro de sus teorías. Las instituciones eran casi una especie de "anti-cosas", su preocupación fundamental era en la tecnología y no las instituciones. En lugar de ser "institucionalistas", Veblen, Hamilton y Ayres eran “anti-institucionalistas”

## Representantes del institucionalismo en el presente
Un reciente desarrollo del institucionalismo, ha sido el resurgimiento del interés en el trabajo de Commons y Veblen lo largo de las líneas evolutivas de Darwin, representado, por ejemplo,  en la obra de Geoffrey Hodgson (Universidad de Hertfordshire)

## Citas y referencias
1. ↑   Walton H. Hamilton (1919). "The Institutional Approach to Economic Theory," American Economic Review, 9(1), Supplement,, pp. 309-318. Reprinted in R. Albelda, C. Gunn, and W. Waller  (1987), Alternatives to Economic Orthodoxy: A Reader in Political Economy, pp. 204- 12.
2. ↑  Warren J. Samuels (1987 [2008]). "institutional economics," The New Palgrave: A Dictionary of Economics. Abstract.
3. ↑  • Ronald Coase (1998). "The New Institutional Economics," American Economic Review, 88(2), pp. 72-74.
     • Douglass C. North (1995). "The New Institutional Economics and Third World Development," in The New Institutional Economics and Third World Development, J. Harriss, J. Hunter, and C. M. Lewis, ed., pp. 17-26.
     • Elinor Ostrom (2005). "Doing Institutional Analysis: Digging Deeper than Markets and Hierarchies," Handbook of New Institutional Economics, C. Ménard and M. Shirley, eds. Handbook of New Institutional Economics, pp. 819-848. Springer.

     • Oliver E. Williamson (2000). "The New Institutional Economics: Taking Stock, Looking Ahead," Journal of Economic Literature,
38(3), pp. 595-613 (press +).
4. ↑  Dean Lueck (2008). "property law, economics and," The New Palgrave Dictionary of Economics, 2nd Edition. Abstract.
5. ↑  M. Klaes (2008). "transaction costs, history of," The New Palgrave Dictionary of Economics, 2nd Edition. Abstract.
6. ↑   Ha-Joon Chang: Institutions and economic development: theory, policy and history Journal of Institutional Economics: page 1 -26  - 2010 doi:10.1017/
7. ↑  Al-Ubaydli, Omar; Fatchen, Faith; List, John (05/2024). «Using Field Experiments to Understand the Impact of Institutions on Economic Growth». Natural Field Experiments (en inglés). The Field Experiments Website.
8. ↑  «The Ronald Coase Institute» (en inglés).
9. ↑  Ménard, Claude; Shirley, Mary M. (18 de marzo de 2025). Handbook of New Institutional Economics (Second Edition edición). Springer Cham. pp. XVII, 1167. ISBN 978-3-031-50809-7.
10. ↑  Ménard, Claude; Shirley, Mary M (18 Jan 2022). Advanced introduction to new institutional economics (2022 edición). Edward Elgar Publishing. p. 200. ISBN 9781789904482.
11. ↑  Dixit, Avinash K. (2004). Lawlessness and Economics: Alternative Modes of Governance. Princeton University Press: The Gorman Lectures in Economics. p. 176. ISBN 9780691130347.
12. ↑  Dixit, Avinash K. (September 1, 1998). The Making of Economic Policy: A Transaction-Cost Politics Perspective. The MIT Press:  Munich Lectures in Economics. p. 212. ISBN 9780262540988.
13. ↑  Commons John, R. (2003). [<<http://www.scielo.org.co/scielo.php?script=sci_arttext&pid=S0124-59962003000100009&lng=es&nrm=iso&tlng=es>> «Economía Institucional»]. Revista de Economía Institucional 5 (8). Consultado el 19 de noviembre de 2017. «"La economía institucional se remonta a Hume [quien incorpora] El uso moderno del término ética de los negocios, la ética trata de las reglas reglas comportamiento que surgen del conflicto de intereses (...) y está sometido a las sanciones morales de la opinión colectiva, pero la economía trata de las mismas reglas de comportamiento sometidas a las sanciones económicas colectivas de la ganancia o la pérdida en caso de obediencia o desobediencia, mientras que la jurisprudencia trata de esas misma sometidas a las sanciones organizadas de la violencia. La economía institucional traza continuamente los méritos relativos y de la eficiencia de estos tres tipos de sanciones" (Commons, 2003, p. 193)».
14. ↑  Urbano PulidoDíaz Casero J.; Hernández Mogollón, R., D.; Díaz Casero, J.; Hernández Mogollón, R. (2007). [<<http://www.redalyc.org/html/2741/274120871010/>> «EVOLUCIÓN Y PRINCIPIOS DE LA TEORÍA ECONÓMICA INSTITUCIONAL. UNA PROPUESTA DE APLICACIÓN PARA EL ANÁLISIS DE LOS FACTORES CONDICIONANTES DE LA CREACIÓN DE EMPRESAS»]. Redalyc 13 (3): 138-198. Consultado el 20 de noviembre de 2017. «"El pensamiento económico institucional se inicia  (...) en Estados Unidos. Los institucionalistas americanos fueron los primeros en destacar la importancia económica de los hábitos de conducta y de pensamiento de los grupos humanos y tratar de analizar y comprender el complejo de instituciones sociales. Estuvieron influidos por el marxismo, los historicistas alemanes, la psicología y el evolucionismo darwinista" (Urbano, Díaz y Hernández, 2007, p.185)».
15. 1 2  Malcolm Rutherford (2008). "institutionalism, old," The New Palgrave Dictionary of Economics, 2nd Edition, v. 4, pp. 374-81. Abstract.
16. ↑  Parada Jairo, J. (2003). «Economía Institucional Original y Nueva Economía Institucional: semejanzas y diferencias». Revista de Economía Institucional 5: p. 96. Consultado el 18 de noviembre de 2017. «"[La nueva economía institucional] subraya el papel de los hábitos normas e Instituciones en la orientación del comportamiento humano, sin descartar cierta racionalidad en el comportamiento individual, aunque restringida por el ambiente social y económico" (Parada, 2003, p.96)».
17. ↑  Commons John, R. (2003). [<<http://www.scielo.org.co/scielo.php?script=sci_arttext&pid=S0124-59962003000100009&lng=es&nrm=iso&tlng=es>> «Economía Institucional»]. Revista de Economía Institucional 5 (8). Consultado el 19 de noviembre de 2017.
18. ↑  Geoffrey Hodgson, H. (2001). [<<http://www.redalyc.org/html/413/41303301/>> «El enfoque de la economía institucional»]. Redalyc XVI (33): 3-41. Consultado el 19 de noviembre de 2017. «Hodgson (1998) señala que "Las ideas centrales del institucinalismo conciernen instituciones, hábitos, reglas y su evolución" (p. 3)
"El enfoque institucionalista pasa de ideas generales respecto el agente humano, las instituciones y la naturaleza evolutiva de los procesos económicos y teorías específicas, relacionadas a instituciones económicas específicas o tipos de economía" (Hodgson, 1998, p. 3)».
19. ↑  Gonzalo, C. (2004). [<<http://www.redalyc.org/articulo.oa>> «Instituciones e historia económica: enfoque y teorías constitucionales»]. Revista de Economía Institucional 6 (10). Consultado el 19 de noviembre de 2017. «"La economía institucional  (...) asume el reto de endogeneizar las instituciones y el cambio institucional. La endogeneización permite abordar problemas a largo plazo que la historia económica neoclásica no podía resolver y había excluido de su agenda" (Gonzalo, 2004, p. 141)».
20. ↑  Berle (1967) p. xxiii
21. ↑   ref>Galbraith (1958) Chapter 11
22. ↑  D.R. Scott, Veblen not an Institutional Economist. The American Economic Review. Vol.23. No.2. June 1933. pp.274-277.
23. ↑  David Hamilton, "Why is Institutional economics not institutional?" The American Journal of Economics and Sociology. Vol.21. no.3. July 1962. pp.309-317.
24. ↑  •  Geoffrey M. Hodgson (1998). "The Approach of Institutional Economics," Journal of Economic Literature,36(1),pp. 166-192 Archivado el 11 de mayo de 2011 en Wayback Machine. (close Bookmarks).
   • ____(2004). The Evolution of Institutional Economics: Agency, Structure and Darwinism in American Institutionalism. Routledge. Review excerpts & TOC.